# Joaquín García-Hidalgo
Joaquín García-Hidalgo Villanueva (Puente Genil, 28 d'octubre de 1890 - Còrdova, 28 de juliol de 1936) va ser un periodista i polític andalús.

## Biografia
Va iniciar la seva activitat periodística en la dècada de 1920 en el periòdic La Voz, arribant a ser fundador del diari Política proper al pensament socialista. Mitjançant aquest òrgan informatiu García-Hidalgo va contribuir a crear en l'opinió pública cordovesa un ambient decisiu i favorable cap a la implantació de la Segona República. Maçó, iniciat en 1922 amb el nom simbòlic de "Betis" va pertànyer a les lògies "Turdetania" núm. 15 de Còrdova, "18 Brumario" de Puente Genil i "Danton" núm 7 de Madrid, aconseguint el grau 3r.
Activista polític, amb arribada la dictadura de Primo de Rivera va ser bandejat a Salamanca i Girona. Després va poder tornar a Còrdova on va ser novament arrestat en 1930, ja que va ser sorprès a les quatre de la matinada al costat d'Antonio Hidalgo Cabrera, Enrique Moreno Rodríguez i Fernando Vázquez Ocaña quan estaven intentant destruir el rètol del carrer José Cruz Conde, dedicada en homenatge al militar colpista, José Cruz-Conde Fustegueras.
Membre del Partit Socialista Obrer Espanyol (PSOE), va ser triat diputat al Congrés per la circumscripció electoral de Còrdova a les eleccions generals de 1931. Posteriorment va ser expulsat del PSOE el 1933, integrant-se en l'òrbita del Partit Comunista amb el qual es va presentar en les eleccions de 1933 sense obtenir l'acta de diputat. Durant la revolució de 1934 va sofrir persecució política i fou novament detingut al costat d'uns altres com el comunista Bautista Garcet Granell i el socialista Antonio Bujalance López.
En la tarda del 18 de juliol de 1936, durant el cop d'estat que va donar lloc a la Guerra Civil, va estar en l'edifici del Govern Civil de Còrdova al costat de José Guerra Lozano, president de la Diputació, Manuel Sánchez Badajoz, alcalde de Còrdova, i els diputats Manuel Castro Molina i Vicente Martín Romera, per tal de persuadir al governador Antonio Rodríguez de León que no lliurés el Govern Civil al revoltats. Finalment el reducte del Govern Civil no va poder resistir i va ser detingut i tancat en la Caserna del Regiment núm. 1 d'Artilleria de Còrdova.
Va morir el 28 de juliol de 1936, en circumstàncies poc clares. En el Registre Civil figura mort per "coma diabètic". Versions de detinguts en les mateixes dates i coneguts de García-Hidalgo sostenen que se'l va obligar a menjar dolços sabent que era diabètic. Es va instruir un sumari per les autoritats militars revoltades i se li van practicar dues autòpsies, una per cadascun dels metges que va intervenir. Compartien cel·la amb García-Hidalgo al temps de la seva mort els polítics, Bautista Garcet, Antonio Bujalance López, Luis Dorado Luque i Antonio Acuña Carballar, i segons costa en el sumari havien declarat que va morir de mort natural. Acuña i Garcet van ser executats hores després de la declaració; els altres dos serien afusellats més tard. La família no va ser notificada i van descobrir el cadàver per casualitat entre altres cossos.